# 織田信直
織田信直（おだ のぶなお，1546年天文15年—1574年（天正2年）），戰國時代武將。是織田氏家臣織田信張之子，妻子是織田信長的妹妹小田井殿。

## 生平
織田信直乃是織田信張之子，母親是織田信康之女，妻子織田信秀之女小田井殿。織田信直居於小田井城與其父織田信張一同為織田信長效力。天正2年（1574年）7月，參加對長島一向一揆的進攻。在同年9月29日，遭到一向一揆攻撃戰死，享年29歳。
在名古屋市善光寺別院願王寺留有織田信直的肖像畫，畫像贊形容其容貌魁偉。